# Ivan Goi
Ivan Goi (Casalmaggiore, 29 februari 1980) is een Italiaans motorcoureur.
Goi maakte in 1996 zijn debuut in het wereldkampioenschap wegrace op een Honda. Hij stond op het podium in de TT van Assen en behaalde in de Grand Prix van Oostenrijk zijn eerste en enige Grand Prix-overwinning, waarmee hij als tiende in het kampioenschap eindigde. Met 16 jaar en 157 dagen was hij destijds de jongste coureur ooit die een Grand Prix won, een record dat Marco Melandri in 1998 verbeterde door op de leeftijd van 15 jaar en 324 dagen de TT van Assen te winnen. In 1997 stapte Goi over naar een Aprilia, maar door onenigheid met zijn team reed hij niet in de laatste drie Grands Prix. Nadat hij in 1998 weer enkele keren in de top 10 eindigde, keerde hij in 1999 terug op een Honda en evenaarde hier in 2000 zijn beste kampioenschapsresultaat met een tiende plaats.
In 2001 stapte Goi over naar het wereldkampioenschap supersport op een Honda, maar verliet na drie races het kampioenschap weer en werd vervangen door Cristiano Migliorati. In 2002 reed hij de Grands Prix van Groot-Brittannië en Duitsland op een Aprilia als vervanger van Jaroslav Huleš. In 2003 keerde hij met een wildcard terug in drie races van de supersport op een Yamaha en deed dit nogmaals in 2005. In 2006 maakte hij op een Honda zijn debuut in het wereldkampioenschap superbike met een wildcard in de laatste twee raceweekenden op het Autodromo Enzo e Dino Ferrari en het Circuit Magny-Cours. In 2014 keerde hij terug in dit kampioenschap met een wildcard voor de raceweekenden op Imola en het Misano World Circuit Marco Simoncelli. Op nationaal niveau won Goi het CIV Stock 1000-kampioenschap in 2010 en 2012 en het CIV Superbike-kampioenschap in 2014.